# Station Józefów WKD
Station Józefów WKD is een spoorwegstation in de Poolse plaats Józefów.